# Padel

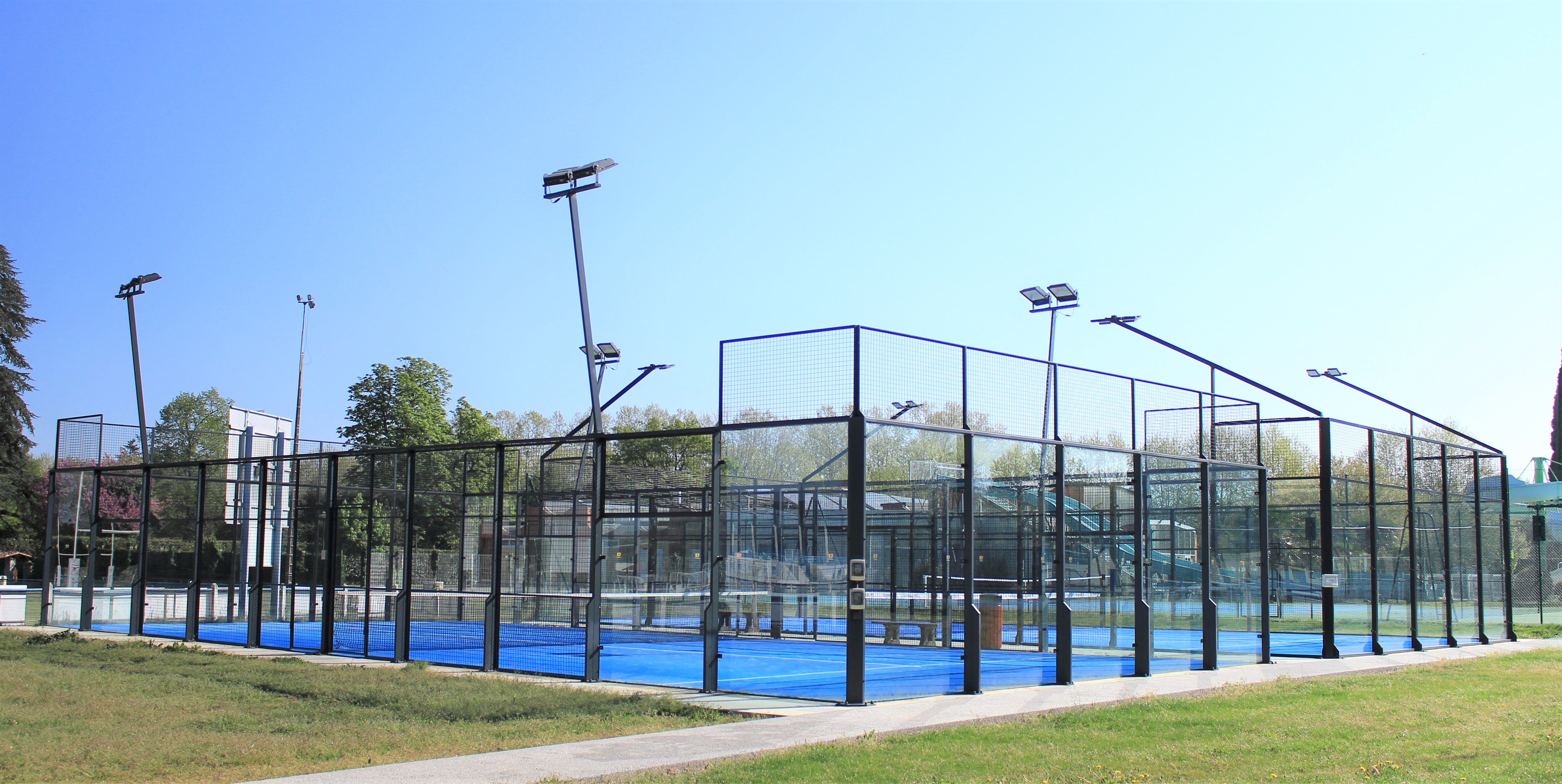
Kurt na padel

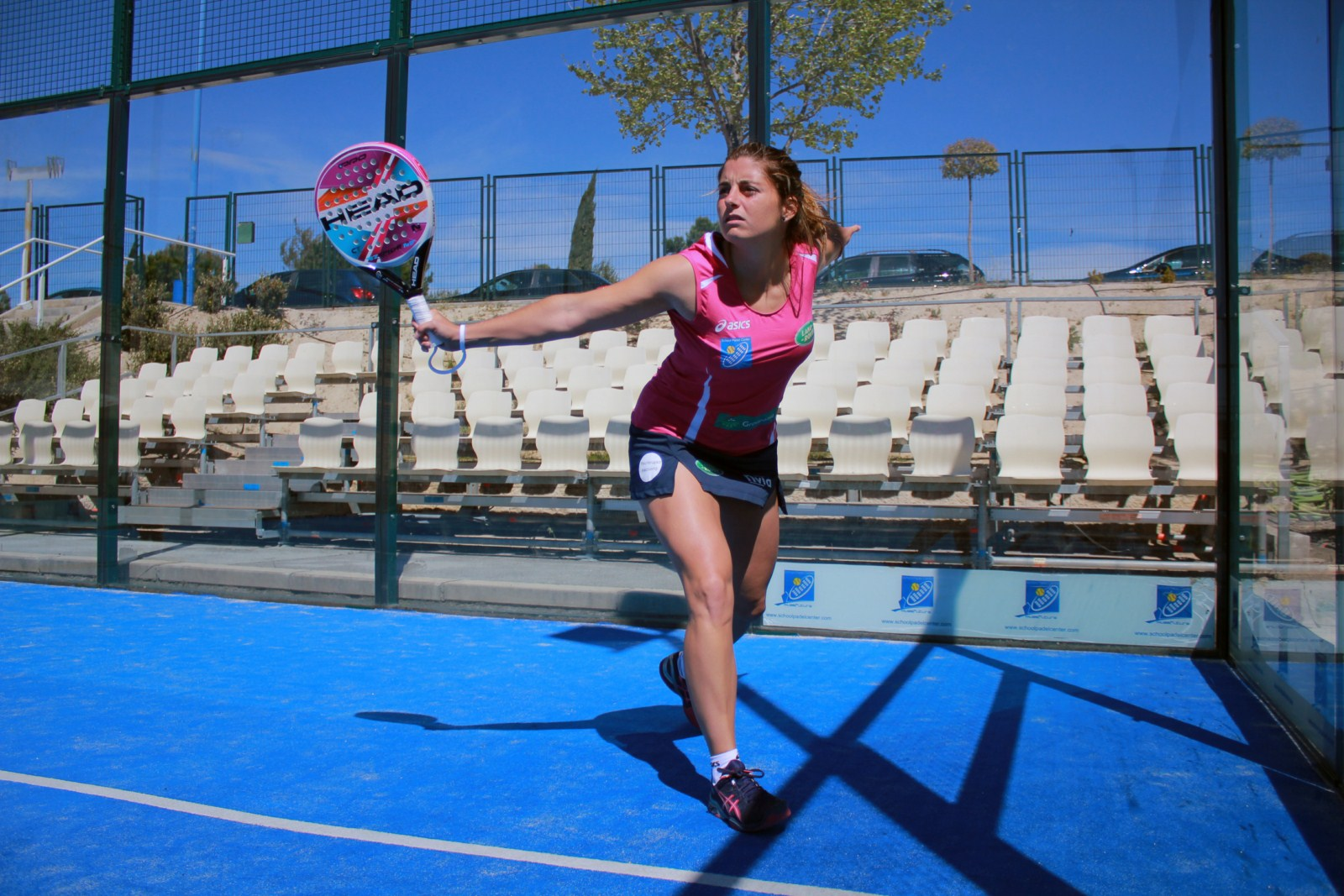
Hráčka padelu

Padel je sport příbuzný squashi a tenisu. Hraje se obvykle ve dvojicích, přičemž týmy jsou od sebe odděleny sítí na hřišti o rozloze zhruba třetiny tenisového hřiště (hřiště má rozměry 20×10 m). Hrací plocha je částečně lemována zdmi, které mohou hráči v rámci pravidel využívat ve svůj prospěch. Je velmi oblíbený ve Španělsku, Portugalsku a Argentině, ale hraje se v již více než 100 zemích světa.

## Historie hry
Hra padel vznikla v Mexiku, kde ji roku 1969 vymyslel Enrique Corcuera. Kvůli nedostatku místa na své zahradě zde nebyl schopen vybudovat klasický tenisový kurt. Hřiště proto obehnal zdmi a tenisové rakety nahradil menšími, dřevěnými plážovými raketami. Zde si hru vyzkoušel princ Alfonso of Hohenlohe-Langenburg, který hru posléze přinesl s sebou do Evropy, když ve Španělsku zbudoval v roce 1974 první dva kurty na padel.

## Kurt
Speciálně vyvinuté kurty pro padel mají rozměry 10×20 m, na 1 tenisový kurt lze umístit až 3 padelová hřiště, s rezervou okolního prostoru +1 m, +2 m. Kurt se staví na základovou desku, která je betonová, asfaltová či štěrková – vhodnější je volit porézní povrch z důvodu odvodnění plochy. Plocha je pokryta umělým povrchem. Kovová konstrukce je osazena do základu nebo je samonosná, v zadních a částečně bočních stěnách je vyplněna skly a dále doplněna kovovým pletivem. Součástí konstrukce jsou 4 stožáry osvětlení, 8 kusů svítidel.

## Míč
Míč by měl být koule, povrch buď bílý, nebo žlutý. Jeho průměr by měl být mezi 6,35–6,77 cm a jeho hmotnost mezi 56,0–59,4 g. Odraz je mezi 135– 145 cm, spadne-li na tvrdý povrch z výšky 2,54 m. 

## Raketa
Raketa se skládá ze dvou částí: hlava a rukojeť.
- Rukojeť: maximální délka 20 cm, maximální tloušťka 50 mm.
- Hlava: délka hlavy plus délka rukojeti nesmí překročit 45,5 cm, maximální šířka 26 cm, maximální tloušťka 38 mm.

Raketa musí mít neelastickou šňůru o maximální délce 35 cm, která musí být umístěna kolem zápěstí jako ochrana před nehodami. Její použití je povinné. Raketa nesmí mít žádné viditelné nebo slyšitelné zařízení, které by mohlo komunikovat, varovat nebo dávat instrukce hráči v průběhu hry.

## Průběh a pravidla hry
Hra začíná podáním hráče z pravé strany kurtu, za čárou pro podání, diagonálně do pole pro podání na druhé straně kurtu a hráč má k dispozici dvě podání a střídá strany podání (stejné jako v tenise), naopak spoluhráč strany při podání nestřídá. Podávající hráč musí odehrát míček po dopadu na povrch kurtu, raketa musí při podání zasáhnout míček nejvýše v úrovni pasu (podává se tedy spodem). Podávající hráč musí při podání stát alespoň jednou nohou na zemi a musí stát za čárou podání. Po podání musí míček překonat síť a dopadnout do vyhrazeného pole pro podání na polovině kurtu soupeře. Soupeř má možnost odehrát míček po dopadu, nebo odehrát míček až po odrazu míčku od stěny kurtu. Odrazí-li se míček od skleněné části kurtu, hra pokračuje. Odrazí-li se od pletiva, je podání považované za chybné a následuje druhé podání (má-li ho hráč k dispozici).
Při podání musí míček dopadnout přímo na zem do vymezeného prostoru na soupeřové straně, v dalších výměnách již míček může být zahrán přímo ze vzduchu (volejem), případně i odrazem o skleněnou plochu kurtu na vlastní straně. Odraz o pletivo není dovolen. Míček může dopadnout na plochu kurtu pouze jednou. Míček musí na straně soupeře dopadnout nejprve na plochu kurtu, nebo být odehrán soupeřovým volejem. Míček, který se na straně soupeře před dopadem na kurt nejdříve dotkne skla nebo pletiva, je chyba. Míček, který se po dopadu na soupeřovu stranu plochy kurtu odrazí tak, že překoná 4 m vysoké ohrazení kurtu je možno před dalším dopadem odehrát i z místa mimo kurt. Takto odehraný míček musí dopadnout na plochu soupeřovy strany kurtu.

## Chybná hra – ztráta bodu
Při hře získává soupeř bod, jestliže nastane jedna z dalších situací:
- zahrajete dvojchybu při podání,
- míček dopadne dvakrát po sobě na vaší straně kurtu,
- zahrajete míček, který se na straně soupeře nejprve dotkne ohrazení kurtu,
- odehrajete míček odrazem o pletivo,
- odehrajete míček do sítě na vaší straně,

- míček odehraný soupeřem zasáhne vás nebo spoluhráče,
- neodehrajete míček, který po odrazu na vaší straně kurtu překonal ohrazení kurtu vyběhnutím mimo kurt a jeho odehráním na stranu soupeře.

## Počítání bodů
Počítání bodů je stejné jako v tenise. Hraje se na dva vítězné sety. Za stavu 6:6 se hraje tiebreak. Po lichých gamech si soupeři při krátké pauze vymění strany kurtu.